# إيروفلوت الرحلة 6502
رحلة إيروفلوت 6502 هي رِحلة سَفر داخِلية في الاتحاد السوفيتي، حيثُ كان من المُفترض أن تتوجه الطائرة بتاريخ 20 أكتوبر 1986 مِن مدينة سفيردلوفسك (الآن يكاترينبورغ) إلى مدينة غروزني، ولكن الطائِرة تحطمت بِسبب إهمال وتهور الطَيار، مما أدى إلى مَقتل 70 راكِب من أصل 94 راكب على مَتنِها.

## خلفية
يتكون طاقم طائرة توبوليف تي يو 134 المُصنعة في 28 يونيو 1979 وَرقمها التَسلسلي 62327، مِن الطَيار ألكسندر كليويف وَمُساعد الطيار غينادي زيرنوف وضابط الملاحة إيفان موخونكو وَمُهندس الطيران كيوري خامزاتوف وَثلاث مُضيفات، حيثُ كانت وُجهة الطائِرة تبدأ مِن مطار كولتسوفو الدولي في مدينة يكاترينبورغ (في ذلك الوقت كانت تُسمى سفيردلوفسك) وتَحُط في مطار غروزني في مدينة غروزني، وكان للطائرة توقف واحد في مطار كوروموش الدولي في مدينة سامارا (في ذلك الوقت كانت تُسمى كويبيشيف).

## التحطم
عند اقتراب الوُصول من مَحطة التَوقف في مطار كوروموش الدولي، قام الطَيار ألكسندر كليويف بِعَقد رِهان مع مُساعده غينادي زيرنوف، وكان الرِهان قائم على أنَّ ألكسندر قادر على أنَّ يَهبِط بالطائرة على الأرض عبر استخدام أجهزة قياس الطائرة فقط، ويتضمن الرِهان إغلاق ستائر قمرة القيادة مما يحجب إمكانية مُشاهدة الأرض، وذلك بدلاً من اتباع ما أوصى بهِ مركز المراقبة الجوية، كما أنَّ الطيار ألكسندر تِجاهل تَحذير الأجهزة من اقترابه من الأرض حيثُ أصبح على ارتفاع 62-65 مِتر (203-2013 قدم)، مما أدى إلى اصطدام الطائرة بالأرض بشكل رأسي بسرعة 280 كم لكل ساعة (170 ميل لكل ساعة)، وهذا الاصطدام أدى إلى وفاة 63 شَخص بشكل مُباشر وَوفاة 7 آخرين في المُستشفى في وقتٍ لاحق، وكان من بين الرُكاب 14 طِفل نَجوا جميعهم من الحادِث. قد أظهر التقرير السِري المُوجه من بوغودين رئيس اللجنة في مطار كوروموش الدولي إلى رئيس الاتحاد السوفيتي نيكولاي ريزكوف اختلافاً طفيفاً في الأرقام، حيثُ بينَ أنَّ الطائرة تحتوي على 85 راكب وَ8 أشخاص من الطاقم، تُوفي 53 راكِب وَ5 من الطاقم في وقت التصادم وتُوفي 11 آخرون في المستشفى بعد الحادث.
على الرغم من أنَّ مُساعد الطيار غينادي زيرنوف لَم يُحاول تجنب وقوع الحادث، إلا أنهُ توفي بسبب سَكتة قَلبية في طريقه إلى المُستشفى، أما الطيار ألكسندر كليويف فقد تمت مُحاكمته، حيثُ حُكم عليه بالسجن مُدة 15 عام، ثُم خُفضت إلى 6 سنوات خِدمة.

## روابط خارجية
- رحلة إيروفلوت 6502 على شبكة سلامة الطيران.